# محمد يحيى غالب الحاوري
محمد يحيى غالب الحاوري عسكري و برلماني يمني، عضو في مجلس النواب، عن الدورة البرلمانية 2003-2009 والكتلة البرلمانية لنواب حزب المؤتمر الشعبي العام عن الدائرة الإنتخابية رقم (215) بمحافظة صنعاء. عُين قائدًا للشرطة العسكرية من 1990 حتى 1996 م. عُين قائداً للمنطقة العسكرية السادسة في 12 يوليو 2014.

## المؤهلات العلمية
- ماجستير علوم عسكرية

## المناصب
- تم تعيينه قائداً للمنطقة العسكرية السادسة في 12 يوليو 2014.[3]